# Macchi M.52

Il Macchi M.52 pilotato da Mario de Bernardi alla Coppa Schneider del 1927 a Venezia.

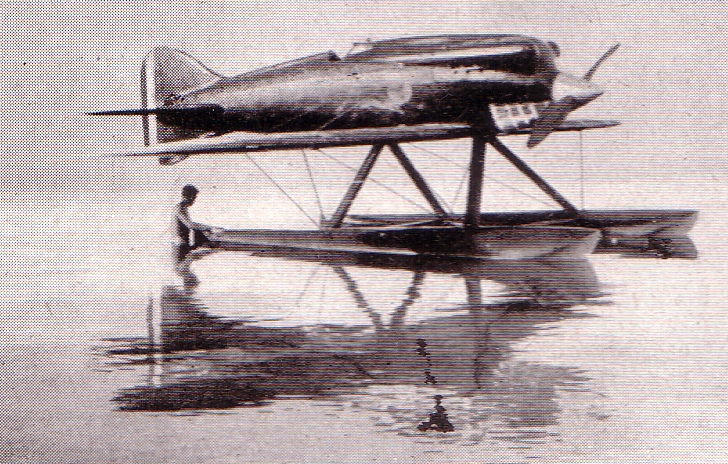
Il Macchi M.52 in acqua

Il Macchi M.52 era un idrocorsa (idrovolante da corsa) con configurazione "a scarponi" realizzato dall'azienda italiana Aeronautica Macchi per partecipare alla Coppa Schneider del 1927, in cui tutti i 3 velivoli si ritirarono prima del traguardo. Un'evoluzione, designata M.52R, prese parte all'edizione successiva, nel 1929, dove si classificò secondo ai comandi di Dal Molin.
Sviluppo del precedente M.39 vincitore della nona edizione della Coppa disputata nel 1926, l'M.52 ne conservava l'aspetto generale ma adottava una motorizzazione più potente, un'ala di apertura inferiore (con maggiore freccia) e, infine, uno scarpone di lunghezza inferiore.

## Primati
- Pur ritirandosi dalla decima edizione della Coppa Schneider del 26 settembre 1927, disputata sul circuito del Lido di Venezia, per problemi di motore, il pilota Mario de Bernardi riuscì a battere il record mondiale di velocità, raggiungendo i 479,290 km/h[4].
- L'anno successivo, sempre ai comandi di de Bernardi e sempre a Venezia, sarà confermato il primato conseguito, essendosi raggiunti i 512,776 km/h[5] con la versione M.52R.

## Esemplari sopravvissuti
Nessun esemplare di M.52 è giunto sino ad oggi, a differenza del predecessore, M.39, e del successore, M.67. La semiala sinistra è stata a lungo tempo conservata dal Politecnico di Torino e di recente è stata restaurata dal Gruppo Amici Velivoli Storici.

## Cultura di massa
- In ambito cinematografico, il Macchi M.52 compare nel film Porco Rosso.

## Velivoli comparabili
- Supermarine S.5
- Supermarine S.6
- Curtiss CR-3